# Osiedle Słoneczne (Włocławek)

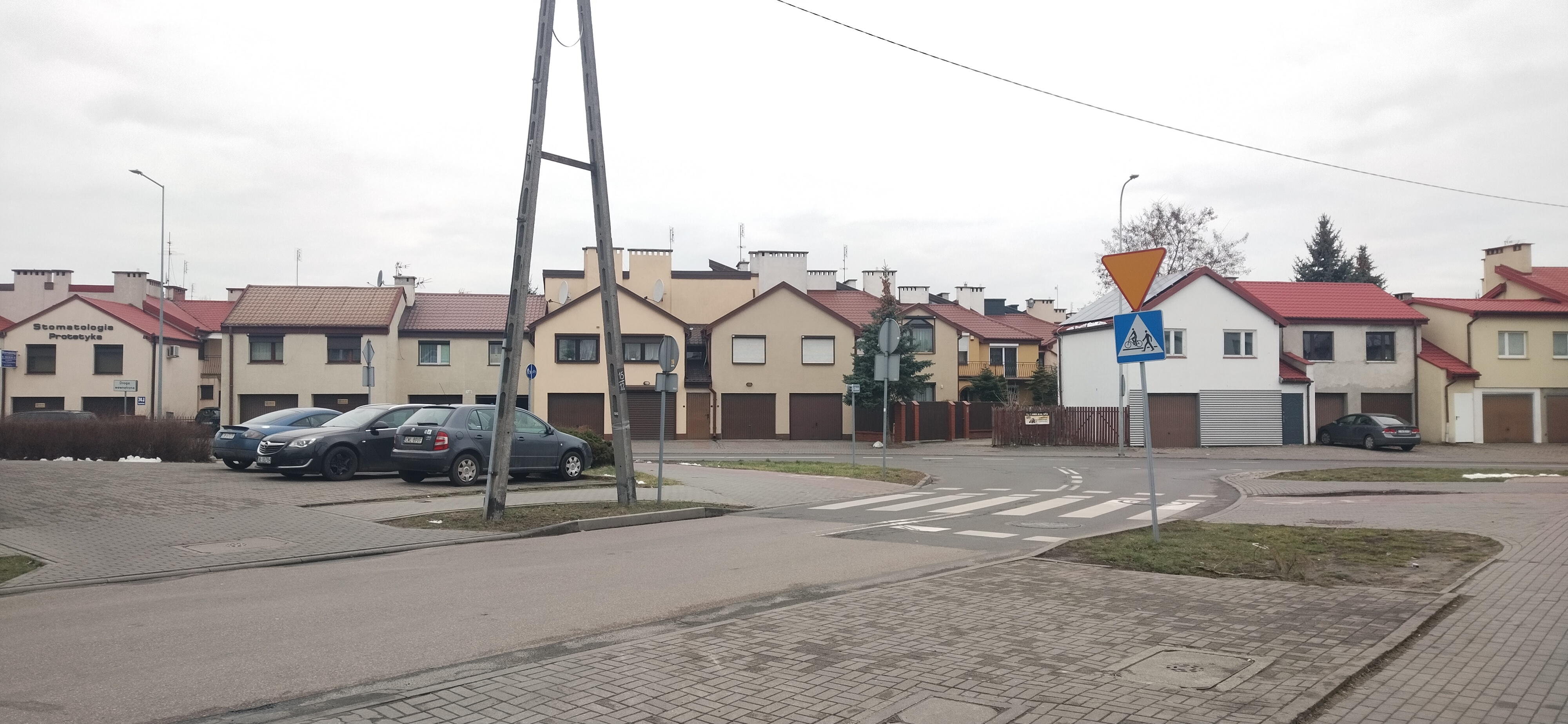
Osiedle Słoneczne, widok z ul. Słonecznej

Osiedle Słoneczne – włocławskie osiedle mieszkaniowe znajdujące się na terenie dzielnicy Południe, graniczące z Jednostką E i Liskiem”, zabudowane domkami w zabudowie szeregowej o przesuniętych segmentach, do których prowadzą wąskie uliczki wywodzące swoje nazwy od ciał niebieskich Układu Słonecznego (ul. Merkurego, Wenus, Księżycowa, Marsa, Jowiszowa, Saturna, Neptuna).
Przed laty w plebiscycie „Gazety Pomorskiej” czytelnicy zadecydowali, że należałoby również Jednostkę E nazwać Osiedlem Słonecznym, jednak urzędowo nie zatwierdzono tego pomysłu.